# Franco Calabrese
Franco Calabrese (Palermo, 20 luglio 1923 – Lucca, 13 novembre 1992) è stato un basso italiano.

## Biografia
Fu docente di Arte scenica presso l'Istituto Boccherini di Lucca, suoi allievi sono stati, tra gli altri, il basso Graziano Polidori, il baritono Giancarlo Ceccarini, il basso Francesco Facini e il tenore Enrico Facini.
Fu abile disegnatore e pittore, incisore e costruttore di burattini, oltreché amante degli oggetti di antiquariato.
Al Teatro Comunale di Firenze il 6 marzo 1947 è il borgomastro in Werther (opera) con Rolando Panerai ed in giugno al Giardino di Boboli Benoît/Alcindoro ne La bohème con Panerai ed Ettore Bastianini.
Nel 1948 a Firenze è il primo strelez in Kovancina diretto da Vittorio Gui con Giovanni Inghilleri, Nicola Rossi-Lemeni e Boris Christoff.

## Carriera
- Nel 1948 nel ruolo del dottor Dulcamara ne L'elisir d'amore a Spoleto nell'ambito del Teatro lirico sperimentale "Adriano Belli"[3]
- Nel 1949 canta nello Stabat Mater (Pergolesi) ed Uberto ne La serva padrona al Teatro Metastasio di Prato, canta nella prima assoluta di Antologia di Spoon River di Gino Negri diretto da Ettore Gracis al Teatro della Pergola di Firenze, Benoît/Alcindoro ne La bohème diretto da Tullio Serafin con Giuseppe Campora, Panerai ed Ugo Novelli al Comunale di Firenze ed era nel ruolo de Il Principe, al Comunale di Trieste con Adriana Lecouvreur, diretta da Umberto Berrettoni.
- Nel giugno del 1955 partecipò alle tournée della Scala a Glyndebourne dove interpretò Il Conte D'Almaviva ne Le nozze di Figaro con Sena Jurinac, Elena Rizzieri, Frances Bible, Jeannette Sinclair, Monica Sinclair, Sesto Bruscantini, Ian Wallace, Hugues Cuénod, Gwyn Griffiths, Daniel Mc Cisham (Opera che venne registrata a Londra negli Studi H.M.V.);
- Don Basilio ne Il barbiere di Siviglia ancora con Bruscantini, Alberta Valentini e Laura Sarti, ed entrambe le Opere furono dirette dal Maestro Gui
- Al “Johannesburg Festival”, nel settembre e nell'ottobre del 1956, la Scala presentò L'elisir d'amore, Così fan tutte e Il Matrimonio segreto di Cimarosa, dirette da Guido Cantelli.
- al King's Theater di Edimburgo dove vennero rappresentate Il Matrimonio segreto (diretto da Sanzogno con la Sciutti, la Ratti, Alva e Badioli), la Sonnambula (con Maria Callas), L'elisir d'amore e Il turco in Italia (diretto da Gavazzeni, con la Ratti e la Cossotto, Alva, Corena e Bruscantini)
- Nel 1958, dopo una serie di Opere alla Scala come Adriana Lecouvreur con interpreti come Di Stefano e le due donne Clara Petrella e Giulietta Simionato dirette da Antonino Votto;
- alla Piccola Scala Il Conte Ory dove interpreta il ruolo de L'Aio e Il turco in Italia di Rossini, ruolo Don Geronio (con la Sciutti e Bruscantini), entrambe le Opere furono dirette da Sanzogno con regia di Enriquez; fu Leporello ne Il convitato di pietra di Dargomyzkij diretto da Gavazzeni con Tatiana Pavlova alla regia;
- Nel maggio Matrimonio segreto a Bruxelles presso il Theatre Royal De La mannaie, per l'Esposizione Universale; l'Opera di Cimarosa venne rappresentata alla Scala nel settembre, direttore Sanzogno cast con Bruscantini, Vercelli, Alva e Sciutti e Fedora Barbieri.
- La Medium di Gian Carlo Menotti, al Teatro dell'Opera, diretta da Capuana, con la regia dello stesso Menotti. E ancora la ;
- l'Otello diretto da Serafin;
- Così fan tutte dirette da Peter Maag, regia di Luchino Visconti, con Gianna Maritati, Gabriella Carturan, Graziella Sciutti, Luigi Alva, Scipio Colombo
- Le trame deluse di Cimarosa al Teatro Della Cometa a Roma e il Matrimonio di Mussorgskij agli Studi RAI di Roma
- Barbiere di Paisiello del febbraio 1960, alla Piccola Scala
- La scala di seta di Rossini, nel febbraio del 1961, diretta da Bartoletti eseguita dalla Sciutti e la Balini, Alva, Bruscantini, Mercuriali;
- Torneo notturno di Gian Francesco Malipiero nel quale Calabrese è uno dei protagonisti nella parte dei Tre Innamorati (vi partecipa anche Leonardo Monreale)
- Così fan tutte con Lisa Della Casa, Teresa Berganza, Gabriella Sciutti, Luigi Alva e Rolando Panerai, entrambe le Opere dirette da Sanzogno nel marzo dello stesso anno.
- alla Scala, nel marzo 1964, venne messo in scena il Volo di notte di Luigi Dallapiccola sotto la direzione di Karajan,  (ripetuta al XXVII Maggio Musicale Fiorentino, sotto la direzione di Antal Doráti), fra gli interpreti Magda Laszlò, Giuliana Matteini, Nama Nardi, Mirto Picchi e Herbert Handt.
- al Teatro Comunale di Firenze interpretò (il medico e Jack lo squartatore) Lulu di Berg diretta da Bruno Bartoletti, regista Virginio Puecher.
- 1969 iniziò con la ripresa de La Bohème diretta da Sanzogno e con la regia di Zeffirelli al Teatro alla Scala, con Mirella Freni e Luciano Pavarotti (nel cast anche Leonardo Monreale);
- L'anno si concluse ancora alla Scala con un'altra bacchetta di prestigio internazionale Claudio Abbado che diresse Il barbiere di Siviglia di Rossini con Jean-Pierre Ponnelle  regista, Calabrese interpretò Ambrogio, altri esecutori furono Berganza, Alva, Panerai.
- Nel 1970, Guerra e pace di Prokofiev all'Auditorium RAI di Roma, con Miklos Erdelyi in cui Calabrese interpretava i ruoli de Il Principe Bolkonskij e di Un Pazzo.
- al Teatro Margherita di Genova, nell'ottobre del 1970, Calabrese fu Ser Amantio di Nicolao, nel Gianni Schicchi diretto da Manno Wolf Ferrari, con la regia di Maestrini, con Maddalena Bonifacio, Anna Di Stasio, Mafalda Masini, Elena Baggiore, Luciano Saldari, Rolando Panerai, Alfredo Mariotti, Graziano Del Vivo, Leonardo Monreale.
- Sanzogno lo diresse ancora in Bohème al Teatro Massimo di Palermo a fine 1970, e a inizio dell'anno successivo, con la regia di Vassallo (nel cast Gianna Amato, Edith Martelli, Veriano Luchetti, Gianni Raimondi, Luigi Gibin, Guido Mazzini).
- Il 1971 si aprì con un'altra Bohème al Teatro Massimo di Palermo, ove Calabrese vi interpretò Alcindoro, la direzione fu di Sanzogno e la regia di Vassallo. Presso gli studi RAI di Milano, nel febbraio, sotto la direzione di Ferdinando Guarnieri, interpreta Preschke in Hannele di Adriano Guarnieri. Ritrova Abbado ne La Bohème alla Scala con Placido Domingo; si sta affermando una nuova generazione di cantanti, quella dei primi decenni del secolo ha smesso o sta smettendo, e a quella degli interpreti nati fra gli anni Venti e i Trenta si sta affiancando la generazione dei cantanti nati negli anni Quaranta, come appunto lo spagnolo Domingo (1941), figlio d'arte esordì giovanissimo nella Compagnia di Zarzuelas dei genitori; dotato di un timbro di voce caldo e di una preparazione musicale notevole (pianista, compositore e direttore d'orchestra) viene ancora oggi considerato uno dei grandi tenori lirico-drammatici degli ultimi anni.
- Montserrat Caballé, fu un'altra grande interprete con cui Calabrese cantò in Salomè al Teatro Olimpico di Roma, con la direzione di Zubhin Mehta.
- Il 1971 si concluse per Calabrese con l'interpretazione di Un Servo ne I due foscari di Verdi, rappresentati presso l'Auditorium RAI di Milano, sotto la direzione di Maurizio Rinaldi.
- Il Naso di Šostakovič venne ripreso alla Scala con la bacchetta di Bruno Bartoletti e la regia di De Filippo.Al Teatro Nuovo di Torino venne messa in scena La carriera di un libertino di Stravinskij diretta da Gianfranco Rivoli e la regia di Enriquez.
- Al Teatro Massimo di Palermo, nel gennaio del 1973, venne messa in scena Traviata,  diretta da Giuseppe Patané con la regia di Piccinato, con Renata Scotto, Calabrese fu Il Barone Douphol, e vi partecipò anche il fratello Leonardo Monreale.

Sempre a Palermo venne rappresentata Elettra di Strauss con Wolfgang Rennert direttore e Lottfi Mansouri regista, Calabrese fece la parte de Il Mentore di Oreste. Agli Studi RAI di Milano si rappresentò Andrea Chénier, dove Calabrese interpretò Il Maestro di casa, la direzione fu di Bartoletti e fra gli interpreti vi furono Celestina Casapietra, Gabriella Carturan, Franco Corelli, Piero Cappuccilli. 
- Un'Opera rara venne messa in scena al Teatro Lirico di Milano, nel maggio del 1973, La condanna di Lucullo, di Paul Dessau diretta da Bartoletti e con la regia di Strehler, dove Calabrese interpretò il ruolo di Un Legionario, fra gli esecutori la Reinhardt ed Herbert Handt.
- Nel novembre del 1973, si aprì al pubblico la restaurata Casa dei Puccini a Celle di Pescaglia, in questa occasione si tenne un concerto con l'Orchestra sinfonica della RAI di Milano diretta da Maurizio Arena, con Raina Kabaivanska, Carlo Bergonzi, Mario Guggia e Franco Calabrese che cantarono parti da Tosca e da Manon Lescaut. Il concerto lirico venne trasmesso dalla RAI.
- Fu lo Svegliato ne Il barbiere di Siviglia di Paisiello, con la direzione di Zdenek Macal e la regia di Ugo Gregoretti.
- Il 1974 si chiuse con La Bohéme diretta da Karajan con la regia di Zeffirelli, con Mirella Freni e Luciano Pavarotti. Lo spettacolo venne ripreso all'inizio dell'anno successivo sempre alla Scala, ma con Georges Prêtre direttore con la stessa regia di Franco Zeffirelli, mentre Karajan rientra a dirigere l'Opera pucciniana nel marzo del 1975 al Festspielhaus di Salisburgo.
- di Luigi Dallapiccola, nel maggio del 1975 al Teatro Margherita di Genova, interpretò Un Impiegato ne Il volo di notte diretto da Bartoletti, con Gabriella Ravazzi.
- nel novembre 1975 fu Un Soldato in Gerusalemme di Verdi all'Auditorium RAI di Torino con Gavazzeni Direttore, Katia Ricciarelli e José Carreras.
- Nel dicembre 1975 all'Auditorium Rai di Napoli interpretò Inigo ne L'osteria portoghese di Cherubini, diretta da Alberto Ventura con Mariella Devia.
- al XXXIX Maggio Musicale Fiorentino, ne Il re cervo di Hans Werner Henze con la direzione di Bruno Bartoletti e la regia di Roberto Guicciardini, interpreta il ruolo del Quinto Alchimista.
- All'Opéra du Rhin di Strasburgo, nel marzo del 1977, Jean-Pierre Ponnelle diresse La Bohème in cui Calabrese fu Benoît e Alcidoro. Ancora l'opera di Puccini venne rappresentata alla Staatsoper di Vienna, questa volta diretta da Karajan.
- Il 1978 fu l'ultimo anno della grande carriera di cantante.
- Nel giugno del 1983 fu al XLVI Maggio Musicale Fiorentino dove interpretò Ser Amatio Di Nicolao in un Gianni Schicchi diretta da Bartoletti con la regia di Mario Monicelli.

## Carriera registica
- Il Ciarlatano di Domenico Vincenzo Puccini (nonno del celebre Giacomo), con la direzione di Herbert Handt vide Calabrese impegnato nella sua prima regia al Teatro del Giglio di Lucca.
- Nel 1978 realizzò la regia dell'opera di Francesco Gasparini Il francese e l'armena diretta da Herbert Handt.

## Discografia
- Le nozze di Figaro, H.M.V., 1955
- Nel 2005 il Teatro alla Scala, in occasione del rientro nella sede storica dopo i lavori di restauro, volle celebrare con un cofanetto contenente 10 compact disc i protagonisti degli ultimi 50 anni di storia del prestigioso teatro. Nel cofanetto si propongono scene con Franco Calabrese da Le nozze di Figaro diretta da Herbert von Karajan (Teatro alla Scala, 4 febbraio 1954, nel ruolo di Antonio) e da Così fan tutte diretta da Guido Cantelli (Piccola Scala, 27 gennaio 1956).[non chiaro]
- La traviata diretta da Previtali all'Opera di Roma, RCA
- La Bohème registrata all'Auditorium RAI di Roma e incisa dalla FONIT CETRA, con Schippers direttore e una Compagnia così composta: Mirella Freni, Rita Talarico, Luciano Pavarotti, Sesto Bruscantini, Gianni Maffeo, Nicola Ghiuselev, Alessandro Maddalena, Mario De Felici, Mario Frosini, Elio Prisco.